# Сован, Пен
Пен Сован (кхмер. ប៉ែន សុវណ្ណ; 15 апреля 1936, Провинция Такео, Французский Индокитай — 29 октября 2016, Камбоджа) — камбоджийский государственный деятель, председатель Совета Министров НРК, министр обороны и Генеральный секретарь Народно-революционной партии Кампучии в 1979—1981 годах. Репрессирован во внутрипартийном конфликте. Перешёл в оппозицию, впоследствии примкнул к Партии национального спасения Камбоджи.

## Биография
В 1949 году в возрасте 13 лет он присоединился к движениям за независимость в составе вооруженной политической группировки «Кхмер Иссарак». Участвовал в антиколониальной борьбе против французских войск 1950 года. В 1951 году он вступил в Коммунистическую партию Индокитая и, с появлением последней, в Кхмерскую Народно-революционную партию. Был секретарем и телохранителем Унг Чоуна, который позже станет известен как Та Мок. Однако после заключения Женевских конференций (1954) их пути разошлись.
Пройдя обучение в школах партийных кадров во Вьетнаме, он вернулся в Камбоджу в 1970 году и вступил в ряды сопротивления режиму Лон Нола со стороны Кхмерской Республики. В феврале 1971 года он работал на радиостанции под началом Иенг Тирит. Однако вскоре он понимает, что близость к вьетнамцам не даёт никаких преимуществ, особенно когда в 1972 году его руководство попросило составить список кхмерских коммунистов, бежавших в Ханой в 1954 году. В 1974 году, когда «красные кхмеры» ещё не пришли к власти, он покинул Камбоджу и вернулся во Вьетнам. В конце 1977 года он попытался воссоединить камбоджийцев, живущих в лагерях вдоль лаосской и вьетнамской границ, с целью свержения режима Пол Пота.
В начале 1979 года провёл 3 Съезд НРПК недалеко от границы с Вьетнамом, также в декабре 1978 года вместе с Хенг Самрином участвовал в создании Единого фронта национального спасения Кампучии (ЕФНСК), который в 1979 году при активном соучастии вьетнамских вооружённых сил сверг режим Пол Пота. В правительстве Хенг Самрина он занял пост заместителя премьер-министра по вопросам обороны.
В 1981 году он был назначен председателем Совета Министров Народной Республики Кампучия, пост Генерального секретаря ЦК НРПК занимал с 1979 года.
В мае 1981 года Народно-революционная партия Кампучии избрала Пен Сована первым секретарём; 27 июня 1981 года он стал премьер-министром недавно созданной Народной Республики Кампучии. 4 декабря 1981 года он оставил все свои обязанности и уехал из Камбоджи в Ханой. Хен Самрин заменяет его во главе партии и государства, а Кан Си становится премьер-министром. Официально ему «позволили отдохнуть», но скоро станет ясно, что он на самом деле был в стороне; некоторые утверждают, что его критикуют за отсутствие энтузиазма в следовании «дружеским рекомендациям» вьетнамского старшего брата, в то время как другие полагают, что он также стал жертвой борьбы между кхмерами, которые остались в Ханое в 1954 году и бывшими красными кхмерами в восточном регионе, бежавшими от чисток Пол Пота.
Несколько месяцев спустя, в декабре 1981 года, был снят со всех постов и помещён под арест во Вьетнаме. Это было сделано по требованию Ле Дык Тхо, который курировал Кампучию в политическом руководстве Вьетнама. Как впоследствии объяснял сам политик, причина заключалась в его планах сформировать, независимо от Вьетнама, пять полков кампучийской армии. Кроме того, он и его сторонники вызвали раздражение ортодоксально-коммунистическим радикализмом в экономике. Проводимое ими искоренение частной торговли рассматривалось как преждевременное.
Отстранение Пен Сована совершалось силовыми методами, с участием вьетнамской спецчасти. В этом конфликте отразились противоречия практиков управления из числа бывших «красных кхмеров» (Хенг Самрин, Чеа Сим) и марксистских идеологов, проведших 1970-е в эмиграции в Ханое (Пен Сован, Кео Чанда). Возникла парадоксальная ситуация, когда недавние полпотовцы учитывали требования здравого смысла, тогда как их противники из идеологических соображений готовы были развязать «вторую полпотовщину», вплоть до повторного выселения жителей Пномпеня. Верх взяла первая группа, поддержанная вьетнамцами.
Во вьетнамских тюрьмах он провел семь лет и еще три года под домашним арестом недалеко от Ханоя, в 1992 году был освобождён и вернулся в Камбоджу. В 1994 году он становится советником Народной партии Камбоджи (новое название Народно-революционной партии Кампучии) в районе Такео. В июне 1997 года он создал свое собственное движение — Камбоджийскую партию национальной поддержки, которая участвовала в выборах 1998 года, но не получила ни одного места. Для участия в выборах 2003 года он вместе с принцем Нородомом Чакрапонгом создал партию «Пролунг кхмер», но также не сумел завоевать ни одного мандата. В 2007 году он был избран вице-президентом «Партии прав человека» Кема Сокха.
В 2014 году был избран депутатом Национальной ассамблеи от Партии национального спасения Камбоджи.